# DRG 81 sorozat
A DRG 81 egy német szertartályos gőzmozdony sorozat volt. 1928-ban gyártotta a Hanomag. Összesen tíz db épült a sorozatból. 1963-ban selejtezték.